# 1942 w muzyce
Wydarzenia muzyczne w 1942 roku.

## Wydarzenia
- 29 maja – Bing Crosby dokonuje nagrania White Christmas, jednej z najbardziej popularnych i znanych piosenek popkultury anglosaskiej.

## Urodzili się
- 1 stycznia – Kornelije Kovač, serbski kompozytor (zm. 2022)
- 4 stycznia – John McLaughlin, brytyjski gitarzysta jazzowy
- 5 stycznia – Maurizio Pollini, włoski pianista i dyrygent, zwycięzca VI Międzynarodowego Konkursu Pianistycznego im. Fryderyka Chopina (1960) (zm. 2024)
- 7 stycznia
  - Horațiu Rădulescu, rumuński kompozytor (zm. 2008)
  - Danny Williams, południowoafrykański piosenkarz popowy (zm. 2005)
- 8 stycznia
  - Jon Lucien, piosenkarz pochodzący z Tortoli na Brytyjskich Wyspach Dziewiczych (zm. 2007)
  - John Petersen, amerykański perkusista, członek zespołu The Beau Brummels (zm. 2007)
  - Spencer Wiggins, amerykański wokalista soul i gospel (zm. 2023)
- 11 stycznia – Clarence Clemons, amerykański muzyk i aktor, saksofonista zespołu Bruce’a Springsteena E Street Band (zm. 2011)
- 14 stycznia – Krzysztof Klenczon, polski kompozytor, gitarzysta i wokalista (zm. 1981)
- 15 stycznia – Kazimierz Szymonik, polski dyrygent, muzykolog, pedagog, ksiądz katolicki
- 16 stycznia – René Angélil, kanadyjski piosenkarz i menedżer, mąż Céline Dion (zm. 2016)
- 19 stycznia – Michael Crawford, brytyjski śpiewak operowy (tenor) oraz aktor sceniczny i musicalowy
- 21 stycznia
  - Mac Davis, amerykański piosenkarz country i aktor (zm. 2020)
  - Edwin Starr, amerykański piosenkarz i autor tekstów (zm. 2003)
- 27 stycznia – Maki Asakawa, japońska wokalistka bluesowa i jazzowa, autorka tekstów i kompozytorka (zm. 2010)
- 28 stycznia
  - Daphne Boden, angielska harfistka i pedagog (zm. 2025)
  - André Waignein, belgijski kompozytor, dyrygent, trębacz i muzykolog (zm. 2015)
- 30 stycznia – Marty Balin, amerykański muzyk rockowy, wokalista, gitarzysta rytmiczny, kompozytor i autor tekstów (zm. 2018)
- 1 lutego – Lew Leszczenko, rosyjski piosenkarz
- 6 lutego – Calvin Keys, amerykański gitarzysta jazzowy (zm. 2024)
- 7 lutego
  - Limoz Dizdari, albański muzyk i kompozytor
  - Ivan Mládek, czeski pieśniarz, kompozytor i komik
- 9 lutego – Carole King, amerykańska autorka piosenek, pianistka i piosenkarka
- 11 lutego
  - Otis Clay, amerykański piosenkarz soulowy (zm. 2016)
  - Leon Haywood, amerykański piosenkarz funk, soul i R&B (zm. 2016)
- 13 lutego
  - Marlene Fleet, angielska pianistka (zm. 2025)
  - Peter Tork, amerykański aktor i muzyk rockowy, członek The Monkees (zm. 2019)
- 14 lutego – Piotr Szczepanik, polski piosenkarz, aktor i gitarzysta (zm. 2020)
- 15 lutego – Władysław Trebunia-Tutka, polski artysta plastyk, malarz, projektant, muzyk, nauczyciel, znany z zespołu Trebunie-Tutki (zm. 2012)
- 22 lutego – Katarzyna Gärtner, polska kompozytorka, pianistka i aranżerka
- 28 lutego
  - Bernardo Adam Ferrero, hiszpański kompozytor, dyrygent, muzykolog (zm. 2022)
  - Brian Jones, brytyjski gitarzysta i drugi wokalista The Rolling Stones (zm. 1969)
- 2 marca
  - Anna Lærkesen, duńska tancerka baletowa (zm. 2016)
  - Lou Reed, amerykański wokalista rockowy, gitarzysta, autor tekstów oraz kompozytor (zm. 2013)
- 4 marca – Zorán Sztevanovity, węgierski muzyk rockowy serbskiego pochodzenia, gitarzysta, wokalista, kompozytor
- 6 marca
  - Flora Purim, brazylijska wokalistka jazzowa
  - Charles Tolliver, amerykański trębacz i kompozytor jazzowy
- 7 marca – Hamilton Bohannon, amerykański muzyk disco; perkusista, perkusjonista, kompozytor, aranżer i producent muzyczny (zm. 2020)
- 9 marca – John Cale, walijski muzyk rockowy, kompozytor, piosenkarz, autor tekstów i piosenek, producent muzyczny
- 11 marca
  - Bob Lander, szwedzki muzyk rockowy (zm. 2020)
  - Wojciech Rybicki, polski kompozytor, pianista, poeta, inżynier chemik (zm. 2019)
- 15 marca
  - Montserrat Figueras, katalońska sopranistka (zm. 2011)
  - Wayland Holyfield, amerykański autor piosenek country (zm. 2024)
- 16 marca – Jerry Jeff Walker, amerykański muzyk country, piosenkarz i autor piosenek (zm. 2020)
- 21 marca – Richard „Dimples” Fields, amerykański piosenkarz R&B i soul (zm. 2000)
- 22 marca – Leo Dan, właśc. Leopoldo Dante Tévez, argentyński piosenkarz i kompozytor (zm. 2025)
- 25 marca – Aretha Franklin, afroamerykańska piosenkarka soulowa (zm. 2018)
- 26 marca
  - Larry Butler, amerykański producent muzyki country, znany ze współpracy z Kenny Rogersem (zm. 2012)
  - Mirosław Wójcik, polski saksofonista i klarnecista jazzowy i big beatowy, kompozytor
- 30 marca – Zbigniew Bizoń, polski kompozytor, saksofonista tenorowy, organista, wokalista i aranżer
- 31 marca – Hugh McCracken, amerykański muzyk sesyjny (zm. 2013)
- 2 kwietnia – Leon Russell, amerykański muzyk country (zm. 2016)
- 3 kwietnia – Billy Joe Royal, amerykański piosenkarz rock and roll i country (zm. 2015)
- 6 kwietnia
  - Ryszard Karczykowski, polski śpiewak operowy (tenor)
  - Anita Pallenberg, niemiecko-włoska aktorka i modelka, stała się znana głównie dzięki swoim związkom z muzykami The Rolling Stones (zm. 2017)
- 8 kwietnia – Jerry Abbott, amerykański muzyk country, autor tekstów, producent muzyczny (zm. 2024)
- 14 kwietnia – Joachim Pichura, polski akordeonista, pedagog, nauczyciel akademicki, profesor sztuk muzycznych
- 16 kwietnia – Leo Nucci, włoski śpiewak operowy (baryton)
- 18 kwietnia
  - Richard Angas, angielski śpiewak operowy (bas) (zm. 2013)
  - Seymour Stein, amerykański przedsiębiorca oraz producent muzyczny, współwłaściciel wytwórni Sire Records (zm. 2023)
- 19 kwietnia – Jerzy Matula, polski reżyser, kompozytor, aktor, wykładowca akademicki
- 24 kwietnia – Barbra Streisand, amerykańska piosenkarka i aktorka żydowskiego pochodzenia, także scenarzystka, producentka i reżyserka filmowa, tancerka
- 26 kwietnia
  - Swiatosław Bełza, rosyjski literaturoznawca, publicysta, muzykolog (zm. 2014)
  - Bobby Rydell, amerykański piosenkarz i aktor (zm. 2022)
- 30 kwietnia – Francis McPeake, irlandzki dudziarz (zm. 2024)
- 2 maja
  - Petr Janda, czeski wokalista, kompozytor i gitarzysta rockowy; lider zespołu Olympic
  - Bogusław Kaczyński, polski dziennikarz, publicysta i krytyk muzyczny, popularyzator opery, operetki i muzyki poważnej (zm. 2016)
- 3 maja – Julija Abakumowska, rosyjska śpiewaczka operowa (mezzosopran)
- 5 maja
  - Barbara Randolph, amerykańska piosenkarka i aktorka (zm. 2002)
  - Tammy Wynette, amerykańska piosenkarka country (zm. 1998)
- 7 maja – Lorrie Collins, amerykańska piosenkarka gatunku country, rockabilly, rock and roll (zm. 2018)
- 10 maja
  - Bill Coday, amerykański muzyk i piosenkarz (zm. 2008)
  - Jan Kudyk, polski muzyk jazzowy, trębacz, współzałożyciel i lider zespołu Jazz Band Ball Orchestra (zm. 2015)
  - Ingram Marshall, amerykański kompozytor (zm. 2022)
- 12 maja
  - Aurelian Andreescu, rumuński piosenkarz (zm. 1986)
  - Ian Dury, brytyjski piosenkarz, perkusista, autor tekstów i aktor (zm. 2000)
- 15 maja – K.T. Oslin, amerykańska piosenkarka country (zm. 2020)
- 17 maja
  - Taj Mahal, właśc. Henry Saint Clair Fredericks, amerykański muzyk bluesowy
  - Osman-Faruk Sijarić, bośniacki skrzypek, profesor Akademii Muzycznej w Sarajewie (zm. 2021)
- 22 maja – Calvin Simon, amerykański piosenkarz, członek zespołów Parliament i Funkadelic (zm. 2022)
- 25 maja
  - José Mário Branco, portugalski piosenkarz, aktor i producent muzyczny (zm. 2019)
  - Brian „Blinky” Davison, brytyjski perkusista, członek zespołu The Nice (zm. 2008)
  - Łucja Prus, polska piosenkarka (zm. 2002)
  - Nikołaj Zimin, rosyjski kompozytor pochodzenia czuwaskiego (zm. 2021)
- 3 czerwca – Curtis Mayfield, amerykański muzyk soulowy, piosenkarz i gitarzysta (zm. 1999)
- 5 czerwca
  - Max Berrú, ekwadorski i chilijski piosenkarz (zm. 2018)
  - Gary DeCarlo, amerykański piosenkarz (zm. 2017)
- 7 czerwca – Anneke Grönloh, holenderska piosenkarka (zm. 2018)
- 11 czerwca
  - Gunter Gabriel, niemiecki piosenkarz country (zm. 2017)
  - Krzysztof Sperski, polski wiolonczelista, kameralista, profesor zwyczajny, pedagog, nauczyciel akademicki
- 12 czerwca – Len Barry, amerykański wokalista, autor piosenek i producent muzyczny (zm. 2020)
- 13 czerwca
  - James Carr, amerykański wokalista R&B i soul (zm. 2001)
  - Antoni Gref, polski dyrygent, kompozytor i fagocista (zm. 2021)
  - Wiktor Suslin, rosyjski kompozytor (zm. 2012)
- 18 czerwca
  - Paul McCartney, angielski muzyk, członek zespołu The Beatles
  - Richard Perry, amerykański producent muzyczny (zm. 2024)
  - Carl Radle, amerykański basista rockowy (zm. 1980)
- 20 czerwca
  - Zdenka Vučković, chorwacka piosenkarka (zm. 2020)
  - Brian Wilson, amerykański muzyk, znany głównie jako lider, wokalista, basista, producent, kompozytor i aranżer zespołu The Beach Boys (zm. 2025)
- 22 czerwca – Eumir Deodato, brazylijski pianista, aranżer i producent muzyczny
- 25 czerwca – Volker David Kirchner, niemiecki kompozytor i altowiolista (zm. 2020)
- 26 czerwca
  - Gilberto Gil, brazylijski pieśniarz, gitarzysta i kompozytor, w latach 2003–2008 minister kultury Brazylii
  - Larry Taylor, amerykański basista, członek zespołu Canned Heat (zm. 2019)
- 28 czerwca
  - Alfredo Cerruti, włoski piosenkarz i producent telewizyjny (zm. 2020)
  - Björn Isfält, szwedzki kompozytor (zm. 1997)
- 1 lipca – Andrae Crouch, amerykański wokalista gospel, kompozytor, aranżer, producent muzyczny i pastor (zm. 2015)
- 2 lipca – Steve Young, amerykański muzyk country (zm. 2016)
- 4 lipca
  - Andrzej Nowak, polski pianista, członek zespołu Niemen Aerolit (zm. 2015)
  - Peter Rowan, amerykański muzyk bluegrassu, kompozytor ludowy, gitarzysta akustyczny i folkowy
- 5 lipca – Dobby Dobson, jamajski wokalista i producent muzyczny (zm. 2020)
- 6 lipca – Izora Armstead, amerykańska piosenkarka i autorka tekstów, członkini duetu The Weather Girls (zm. 2004)
- 7 lipca – Chris Stamp, brytyjski producent i menedżer muzyczny (zm. 2012)
- 9 lipca – Johnny Laboriel, meksykański piosenkarz (zm. 2013)
- 10 lipca
  - Ronnie James Dio, amerykański wokalista heavymetalowy, muzyk Black Sabbath i Rainbow (zm. 2010)
  - Sixto Rodriguez, amerykański wokalista i gitarzysta z pogranicza rocka i folku; bohater Oscarowego dokumentu Sugar Man (zm. 2023)
- 11 lipca – Tomasz Stańko, polski trębacz jazzowy, kompozytor (zm. 2018)
- 12 lipca – Lothar Dziwoki, polski puzonista jazzowy, aranżer, wokalista, dyrygent, pedagog (zm. 2019)
- 15 lipca
  - Jerzy Kossela, polski gitarzysta, wokalista, autor tekstów i kompozytor (zm. 2017)
  - Tommy Ruskin, amerykański perkusista jazzowy (zm. 2015)
- 17 lipca – Zoot Money, angielski wokalista, klawiszowiec, bandleader (zm. 2024)
- 18 lipca
  - Lou Ragland, amerykański piosenkarz R&B (zm. 2020)
  - Christof Stählin, niemiecki kompozytor, piosenkarz, pisarz i artysta kabaretowy (zm. 2015)
- 25 lipca – Ruža Pospiš Baldani, chorwacka śpiewaczka operowa (mezzosopran)
- 30 lipca – Tandyn Almer, amerykański muzyk, kompozytor, autor tekstów i producent muzyczny (zm. 2013)
- 1 sierpnia – Jerry Garcia, amerykański muzyk, gitarzysta i wokalista, lider grupy Grateful Dead (zm. 1995)
- 2 sierpnia
  - Juan Formell, kubański muzyk, basista, kompozytor, założyciel i lider grupy muzycznej Los Van Van (zm. 2014)
  - Carl Saunders, amerykański trębacz jazzowy, aranżer, kompozytor i bandleader (zm. 2023)
- 3 sierpnia – David Peel, amerykański gitarzysta rockowy (zm. 2017)
- 6 sierpnia – Byard Lancaster, amerykański saksofonista jazzowy (zm. 2012)
- 8 sierpnia – John Gustafson, angielski basista rockowy (zm. 2014)
- 9 sierpnia – Jack DeJohnette, amerykański perkusista jazzowy
- 12 sierpnia – David Munrow, brytyjski flecista, znawca muzyki dawnej (zm. 1976)
- 13 sierpnia – Son Seals, amerykański gitarzysta i piosenkarz bluesowy (zm. 2004)
- 16 sierpnia – Barbara George, amerykańska piosenkarka i autorka tekstów R&B (zm. 2006)
- 17 sierpnia
  - Muslim Magomajew, azerski śpiewak operowy (baryton) (zm. 2008)
  - John Tyrrell, brytyjski muzykolog, nauczyciel akademicki i autor książek (zm. 2018)
- 20 sierpnia – Isaac Hayes, amerykański kompozytor, aktor, producent i muzyk rockowy (zm. 2008)
- 22 sierpnia – Carl Mann, amerykański wokalista i pianista (zm. 2020)
- 24 sierpnia – Jimmy Soul, amerykański wokalista (zm. 1988)
- 26 sierpnia – Keith Allison, amerykański wokalista, gitarzysta, basista, autor piosenek i aktor (zm. 2021)
- 27 sierpnia – Daryl Dragon, amerykański muzyk i autor piosenek (zm. 2019)
- 29 sierpnia – Sterling Morrison, amerykański gitarzysta, członek zespołu The Velvet Underground (zm. 1995)
- 30 sierpnia – Krzysztof Cwynar, polski piosenkarz i kompozytor
- 4 września – Baldo Podić, chorwacki dyrygent (zm. 2020)
- 6 września – Andrew White, amerykański multiinstrumentalista jazzowy, muzykolog i publicysta (zm. 2020)
- 8 września – Brian Cole, basista The Association (zm. 1972)
- 9 września – Danny Kalb, amerykański gitarzysta i wokalista bluesowy (zm. 2022)
- 12 września
  - Denny Christianson, amerykański muzyk jazzowy (zm. 2021)
  - Bronisław Hyżorek, polski dyrygent i pedagog muzyczny
  - Tomás Marco, hiszpański kompozytor muzyki poważnej
- 15 września – Lee Dorman, amerykański basista rockowy, muzyk zespołów Captain Beyond i Iron Butterfly (zm. 2012)
- 19 września – Jewhen Stankowycz, ukraiński kompozytor, pedagog
- 21 września
  - Vexi Salmi, fiński twórca tekstów piosenek i producent muzyczny (zm. 2020)
  - U-Roy, właśc. Ewart Beckford, jamajski muzyk reggae (zm. 2020)
- 22 września – Marlena Shaw, amerykańska piosenkarka jazzowa, bluesowa i soulowa (zm. 2024)
- 23 września – Jeremy Steig, amerykański flecista jazzowy (zm. 2016)
- 24 września
  - Mike Berry, angielski piosenkarz pop (zm. 2025)
  - Gerry Marsden, angielski piosenkarz (zm. 2021)
- 25 września – John Taylor, angielski pianista jazzowy (zm. 2015)
- 27 września – Alvin Stardust, brytyjski piosenkarz, prezenter telewizyjny i aktor (zm. 2014)
- 28 września – Anatol Ugorski, niemiecki pianista pochodzenia rosyjskiego (zm. 2023)
- 29 września – Jean-Luc Ponty, francuski skrzypek jazzowy
- 30 września – Andrzej Dutkiewicz, polski pianista i kompozytor
- 2 października – Jan Ballarin, polski śpiewak operowy (tenor) i pedagog
- 3 października – Laurel Lea, australijska piosenkarka (zm. 1992)
- 4 października – Bernice Johnson Reagon, amerykańska piosenkarka, kompozytorka, działaczka społeczna (zm. 2024)
- 5 października
  - Nella Anfuso, włoska śpiewaczka sopranowa (sopran), muzykolog
  - Krystyna Grochowska, polska wokalistka, członkini zespołu Alibabki (zm. 2025)
  - Richard Street, amerykański muzyk, członek grupy The Temptations (zm. 2013)
- 8 października
  - Buzz Clifford, amerykański piosenkarz (zm. 2018)
  - Jackie Dennis, szkocki piosenkarz pop (zm. 2020)
- 12 października – Dalja Lawi, izraelska piosenkarka i aktorka (zm. 2017)
- 13 października – Jan Kanty Pawluśkiewicz, polski kompozytor piosenek, muzyki teatralnej i filmowej
- 17 października – Jim Seals, amerykański muzyk soft rockowy, członek duetu Seals and Crofts (zm. 2022)
- 21 października – Yvonne Fair, amerykańska piosenkarka soulowa (zm. 1994)
- 22 października
  - Bobby Fuller, amerykański wokalista rockowy, autor tekstów i gitarzysta, lider zespołu The Bobby Fuller Four (zm. 1966)
  - Annette Funicello, amerykańska piosenkarka i aktorka (zm. 2013)
- 24 października – Don Gant, amerykański piosenkarz (zm. 1987)
- 27 października
  - Hermann Breuer, niemiecki puzonista i pianista jazzowy (zm. 2023)
  - Philip Catherine, belgijski gitarzysta jazzowy
  - Helmut Nadolski, polski kontrabasista, kompozytor, poeta, aktor, performer, artysta multimedialny
- 28 października – Adam Kawa, polski poeta i autor tekstów piosenek (zm. 2023)
- 30 października – Sven-David Sandström, szwedzki kompozytor (zm. 2019)
- 31 października – Daniel Roth, francuski organista i kompozytor
- 1 listopada – Marta Kubišová, czeska piosenkarka
- 2 listopada – Ruth Falcon, amerykańska śpiewaczka operowa (sopran) (zm. 2020)
- 7 listopada
  - Johnny Rivers, amerykański piosenkarz, kompozytor, autor tekstów i producent nagrań
  - Trudeliese Schmidt, niemiecka śpiewaczka operowa (mezzosopran) (zm. 2004)
- 8 listopada – Donnie Fritts, amerykański muzyk country i soul (zm. 2019)
- 10 listopada – Michel Tabachnik, szwajcarski dyrygent i kompozytor
- 12 listopada – Jim Schwall, amerykański gitarzysta bluesowy (zm. 2022)
- 14 listopada – Natalija Gutman, rosyjska wiolonczelistka
- 15 listopada – Daniel Barenboim, dyrygent i pianista pochodzenia żydowskiego
- 19 listopada – Ojārs Grīnbergs, litewski piosenkarz (zm. 2016)
- 20 listopada – Meredith Monk, amerykańska kompozytorka, artystka, reżyserka, wokalistka, twórca filmowy i choreografka
- 21 listopada – Andy Newman, brytyjski muzyk i kompozytor, członek zespołu Thunderclap Newman (zm. 2016)
- 24 listopada – Róbert Szücs, słowacki śpiewak operowy (zm. 2020)
- 27 listopada – Jimi Hendrix, amerykański muzyk rockowy (zm. 1970)
- 28 listopada – Jonasz Kofta, polski poeta, dramaturg, satyryk i piosenkarz (zm. 1988)
- 30 listopada – Jamie Muir, szkocki perkusista i artysta malarz, w latach 1972–1973 muzyk zespołu King Crimson (zm. 2025)
- 2 grudnia
  - Marek Ałaszewski, polski kompozytor, gitarzysta i wokalista, także autor tekstów piosenek (zm. 2023)
  - Ryszard Gabryś, polski kompozytor, teoretyk muzyki, pedagog
- 4 grudnia – Fryderyka Elkana, polska piosenkarka i wokalistka jazzowa
- 7 grudnia – Harry Chapin, amerykański piosenkarz, autor tekstów, działacz humanitarny i producent muzyczny (zm. 1981)
- 8 grudnia – Toots Hibbert, jamajski wokalista reggae, autor tekstów, muzyk zespołu Toots and The Maytals (zm. 2020)
- 9 grudnia – Henryk Zomerski, polski muzyk big-beatowy, grający na gitarze basowej i instrumentach klawiszowych (zm. 2011)
- 10 grudnia – Joseph Hoo Kim, jamajski producent muzyczny, założyciel studia nagraniowego Channel One (zm. 2018)
- 14 grudnia – Dick Wagner, amerykański gitarzysta rockowy, kompozytor i autor piosenek (zm. 2014)
- 20 grudnia
  - Larry Willis, amerykański pianista i kompozytor jazzowy (zm. 2019)
  - Roger Woodward, australijski pianista
- 29 grudnia – Rick Danko, kanadyjski muzyk rockowy (zm. 1999)
- 30 grudnia – Michael Nesmith, amerykański muzyk, wokalista, gitarzysta, autor tekstów piosenek, producent muzyczny (zm. 2021)
- 31 grudnia – Andy Summers, brytyjski gitarzysta i kompozytor, muzyk The Police

## Zmarli
- 1 stycznia – Jaroslav Ježek, czeski kompozytor, pianista, dyrygent i aktor (ur. 1906)
- 4 stycznia – Leon Jessel, niemiecki kompozytor, autor operetek (ur. 1871)
- 5 stycznia – Carlo Perinello, włoski kompozytor i pedagog (ur. 1877)
- 6 stycznia – Emma Calvé, francuska śpiewaczka operowa (sopran dramatyczny) (ur. 1858)
- 8 stycznia
  - Catharinus Elling, norweski kompozytor, dyrygent i organista, kolekcjoner folkloru muzycznego (ur. 1858)
  - Arvo Hannikainen, fiński dyrygent i skrzypek (ur. 1897)
- 21 stycznia – Henryk Opieński, polski kompozytor i muzykolog (ur. 1870)
- 15 lutego – Stanislav Binički, serbski kompozytor, dyrygent i pedagog (ur. 1872)
- 2 marca – Charlie Christian, amerykański gitarzysta jazzowy (ur. 1916)
- 15 marca – Alexander von Zemlinsky, austriacki kompozytor i dyrygent (ur. 1871)
- 31 marca – Otton Mieczysław Żukowski, polski kompozytor (ur. 1867)
- 3 kwietnia – Paul Gilson, belgijski kompozytor i pedagog (ur. 1865)
- 27 kwietnia – Emil von Sauer, niemiecki kompozytor, pianista i pedagog (ur. 1862)
- 7 maja – Felix Weingartner, austriacki kompozytor i dyrygent (ur. 1863)
- 14 maja – Frank Churchill, amerykański kompozytor muzyki filmowej (ur. 1901)
- 15 maja – Menachem Kipnis, polski kantor, dziennikarz, publicysta, satyryk i felietonista, autor tekstów piosenek, fotografik, śpiewak, popularyzator i znawca muzyki żydowskiej (ur. około 1878)
- 25 maja – Emanuel Feuermann, austriacki wiolonczelista żydowskiego pochodzenia żydowskiego (ur. 1902)
- 1 czerwca – Ernest Pingoud, fiński kompozytor, dyrygent i pianista pochodzenia alzackiego (ur. 1887)
- 2 czerwca – Bunny Berigan, amerykański trębacz jazzowy (ur. 1908)
- 12 czerwca – Walter Leigh, angielski kompozytor muzyki klasycznej (ur. 1905)
- 18 czerwca
  - Arthur Pryor, amerykański puzonista jazzowy, bandleader (ur. 1870)
  - Daniel Alomía Robles, peruwiański kompozytor, muzykolog (ur. 1871)
- 30 lipca – Jimmy Blanton, amerykański kontrabasista jazzowy, innowator gry na tym instrumencie, skrzypek (ur. 1918)
- 4 sierpnia – Alberto Franchetti, włoski kompozytor (ur. 1860)
- 12 sierpnia – Pasquale Amato, włoski śpiewak operowy (baryton) (ur. 1878)
- 18 sierpnia – Erwin Schulhoff, czeski kompozytor i pianista (ur. 1894)
- 22 sierpnia – Michaił Fokin, rosyjski tancerz i choreograf (ur. 1880)
- 25 sierpnia – Panajot Pipkow, bułgarski kompozytor i dyrygent (ur. 1871)
- 20 września – Tadeusz Górzyński, polski kompozytor muzyki filmowej, dyrygent (ur. 1899)
- 11 października – Leonid Nikołajew, rosyjski pianista, kompozytor i pedagog (ur. 1878)
- 20 października – Frederick Stock, amerykański dyrygent i kompozytor pochodzenia niemieckiego (ur. 1872)
- 23 października – Ralph Rainger, amerykański kompozytor popularnej muzyki filmowej (ur. 1901)
- 1 listopada – Hugo Distler, niemiecki organista i kompozytor (ur. 1908)
- 9 listopada – Józef Redo, polski śpiewak i aktor operetkowy (baryton), reżyser teatralny (ur. 1872)
- 16 listopada – Joseph Schmidt, niemiecko-żydowski śpiewak (tenor), kantor (ur. 1904)
- 21 listopada – Wacław Karaś, polski muzyk, kompozytor i dyrygent orkiestr wojskowych (ur. 1887)
- 26 listopada – Bolesław Jaworski, ukraiński i radziecki muzykolog, pedagog (ur. 1877)
- 2 grudnia – Stanisław Węsławski, polski adwokat, kompozytor utworów fortepianowych i pieśni (ur. 1896)
- 3 grudnia – Wilhelm Peterson-Berger, szwedzki kompozytor i krytyk muzyczny (ur. 1867)
- 4 grudnia – Fritz Löhner-Beda, austriacki librecista operetkowy (ur. 1883)
- 10 grudnia – Edwin Geist, niemiecki dziennikarz, kompozytor i dyrygent (ur. 1902)
- 20 grudnia – Jean Gilbert, niemiecki kompozytor i dyrygent operetkowy (ur. 1879)

Data dzienna nieznana
- Maria Ajzensztadt, polska śpiewaczka żydowskiego pochodzenia, nazywana „słowikiem getta” (ur. 1922)
- Henryk Apte, polski prawnik, skrzypek, kameralista, krytyk i działacz muzyczny (ur. 1888)
- Abraham Cwi Dawidowicz, polsko-żydowski pedagog, kompozytor, autor licznych pieśni, dyrygent chóru (ur. 1877)
- Michał Fereszko, polski pianista, kompozytor i aranżer żydowskiego pochodzenia (ur. 1911)
- lipiec – Leon Boruński, polski pianista i kompozytor żydowskiego pochodzenia (ur. 1909)
- sierpień – Szymon Pullman, polski skrzypek, dyrygent, kameralista i pedagog muzyczny pochodzenia żydowskiego (ur. 1890)

## Albumy
- polskie
- zagraniczne
  - Song Hits from Holiday Inn – Bing Crosby i Fred Astaire

## Muzyka poważna
- Powstaje A Ceremony of Carols op. 28 Benjamina Brittena na chór chłopięcy i harfę

## Musicale
- Odbywa się premiera filmu Gospoda świąteczna w reżyserii Marka Sandricha.

## Film muzyczny
- 30 grudnia – odbywa się premiera filmu Star Spangled Rhythm.